# Чемпіонат світу з легкої атлетики в приміщенні 2018 — Потрійний стрибок (жінки)
Змагання з потрійного стрибку серед жінок на Чемпіонаті світу з легкої атлетики в приміщенні 2018 у Бірмінгемі відбулись 3 березня в Арені Бірмінгем.

## Рекорди
На початок змагань основні рекордні результати були такими:
| WIR | Тетяна Лебедєва Росія | 15,36 м | Будапешт Угорщина | 6 березня 2004 |
| CR  | Тетяна Лебедєва Росія | 15,36 м | Будапешт Угорщина | 6 березня 2004 |
| WL  | Кетура Орджі США      | 14,53 м | Клемсон США       | 20 січня 2018  |

Під час змагань був встановлений наступний основний рекордний результат:
| WL | Юлімар Рохас Венесуела | 14,63 м | Бірмінгем Велика Британія | 3 березня 2018 |

## Розклад
| Дата           | Час початку | Стадія |
| -------------- | ----------- | ------ |
| 3 березня 2018 | 11:00       | Фінал  |

Вказаний місцевий час (UTC+0)

## Результати
За регламентом змагань кваліфікаційний відбір до фіналу не проводився. У фіналі всі атлетки мали змогу виконати по три спроби, після чого вісімці найкращих за результатами цих спроб надавалось право виконати ще дві спроби, а насамкінець - четвірка найкращих за результатами п'яти спроб мала змогу виконати ще одну..

### Фінал
| Місце | Атлетка               | Країна                     | #1      | #2      | #3      | #4      | #5      | #6      | Результат | Примітки |
| ----- | --------------------- | -------------------------- | ------- | ------- | ------- | ------- | ------- | ------- | --------- | -------- |
| 1     | Юлімар Рохас          | Венесуела                  | 14,24 м | 14,07 м | 14,36 м | 14,27 м | 14,63 м | x       | 14,63 м   | WL       |
| 2     | Кімберлі Вільямс      | Ямайка                     | 14,37 м | 14,41 м | 14,48 м | 14,31 м | x       | 14,32 м | 14,48 м   | PB       |
| 3     | Ана Пелетейро         | Іспанія                    | 13,18 м | 13,82 м | 14,18 м | 14,40 м | x       | x       | 14,40 м   | PB       |
| 4     | Андрея Пантуріу       | Румунія                    | 14,05 м | x       | 14,16 м | 14,33 м | x       | x       | 14,33 м   | PB       |
| 5     | Кетура Орджі          | США                        | 14,13 м | x       | 14,07 м | 14,28 м | 14,31 м |         | 14,31 м   |          |
| 6     | Параскеві Папахрісту  | Греція                     | 14,05 м | 11,73 м | 14,01 м | 13,36 м | x       |         | 14,05 м   |          |
| 7     | Вікторія Прокопенко   | Допущені нейтральні атлети | 13,76 м | 13,87 м | 14,05 м | 13,72 м | 13,92 м |         | 14,05 м   |          |
| 8     | Торі Франклін         | США                        | 14,03 м | 13,52 м | 13,70 м | 11,34 м | 13,94 м |         | 14,03 м   |          |
| 9     | Нубія Суаріс          | Бразилія                   | x       | 13,97 м | 14,00 м |         |         |         | 14,00 м   | SB       |
| 10    | Шаніка Рікеттс        | Ямайка                     | 13,93 м | 13,36 м | 13,68 м |         |         |         | 13,93 м   |          |
| 11    | Габріела Петрова      | Болгарія                   | x       | x       | 13,91 м |         |         |         | 13,91 м   | SB       |
| 12    | Довіле Дзиндзялетайте | Литва                      | 13,90 м | 13,74 м | 13,64 м |         |         |         | 13,90 м   |          |
| 13    | Ніле Екхардт          | Німеччина                  | 13,24 м | 13,87 м | 13,70 м |         |         |         | 13,87 м   |          |
| 14    | Ірина Васьковська     | Білорусь                   | x       | 13,81 м | 13,37 м |         |         |         | 13,81 м   |          |
| 15    | Ганна Крилова         | Допущені нейтральні атлети | 13,75 м | 13,66 м | 13,49 м |         |         |         | 13,75 м   |          |
| 16    | Крістійна Мякеля      | Фінляндія                  | x       | 13,73 м | 13,57 м |         |         |         | 13,73 м   |          |
| 17    | Теа Лафонд            | Домініка                   | x       | 13,63 м | 13,68 м |         |         |         | 13,68 м   |          |